# Ангел Минчев
Ангел Минчев (роден на 28 октомври 1959) е бивш български футболист, защитник. Клубна легенда на Локомотив (Горна Оряховица), където преминава цялата му състезателна кариера.

## Биография
Минчев е включен в първия състав на Локомотив (Горна Оряховица) през 1978 г. и играе за клуба в продължение на 13 сезона, като в част от тях е капитан на тима. Носи екипа на Локомотив в А група, Б група и В група. Има 79 мача в елита, както и 269 мача с 3 гола във втория ешелон.